# Rutherford (California)
Rutherford es un lugar designado por el censo ubicado en el condado de Napa en el estado estadounidense de California. En el año 2010 tenía una población de 164 habitantes.

## Geografía
Rutherford se encuentra ubicado en las coordenadas 38°27′31.91″N 122°25′43.79″O / 38.4588639, -122.4288306.